# Pescara Calcio a 5
L'Associazione Sportiva Dilettantistica Pescara Calcio a 5 è stata una squadra italiana di calcio a 5, con sede a Pescara, campione d'Italia nella stagione 2014-15. Fondato nel 1999, il club vanta la conquista di uno Scudetto, due Coppe Italia e due Supercoppe italiane e una Coppa Italia Under-21.

## Storia
Fondata nel 1999 a Pescara come D'Angelantonio Calcio a 5, dopo una stagione di Serie D con annessa vittoria del campionato, l'anno successivo la squadra ha vinto anche il campionato regionale di Serie C approdando alla Serie B nazionale, dove ha collezionato un terzo posto al debutto, e nella seconda stagione un secondo piazzamento.
Nel 2003 la società cambia nome in Pescara Sport Five.
Il Pescara disputa i successivi campionati in Serie A2, fino all'ottimo risultato al termine della stagione 2005-06: il terzo posto nel girone A permette agli abruzzesi di qualificarsi per i play-off dove nel primo turno eliminano i sardi dell'ATS Città di Quartu 5-0 6-5, mentre nel secondo turno hanno la meglio dopo un tiratissimo doppio confronto sulla Marca Trevigiana per 2-4 7-3(dts). Nella decisiva sfida con il Marcianise, la squadra di Marzuoli vince 4-3 a Pescara ma viene superata dai campani al ritorno. 
A seguito di due fusioni realizzate tra società di Serie A (il neopromosso Cinecittà confluisce nella Roma Futsal mentre il Nepi nella Lazio) si liberano due posti nella massima divisione, e così Pescara e Bisceglie sono ripescate per completare l'organico.
Nella stagione 2006-07 la squadra abruzzese giunge ai playoff dove al primo turno elimina il Napoli, ma si deve arrendere nel secondo turno alla Lazio Nepi, poi classificatasi vicecampione d'Italia. Nell'estate del 2007 si registra un nuovo cambio di denominazione: da Pescara Sport Five all'attuale Pescara Calcio a 5.
Nella stagione 2007-2008 alla chiusura del girone di andata la squadra pescarese si è classificata all'ottavo posto, e si è qualificata alle Final Eight di Coppa Italia, dove nei quarti di finale ha incontrato il Montesilvano battuto d.t.s. per 3 - 1 guadagnando una storica semifinale persa poi 6 - 1 contro la corazzata Luparense. Alla fine della stagione la squadra è scivolata nei bassifondi della classifica e sono serviti i play out disputati contro il San Giorgio per mantenere la permanenza in A.
Nella stagione 2008-09 per il secondo anno consecutivo la formazione allenata da mister Marzuoli è finita nella lotteria dei play-out; ma la squadra del presidente D'Angelantonio dopo due difficili gare giocate contro la nobile decaduta Torrino è riuscita a mantenere la categoria. 
Nella stagione 2009-10 la compagine pescarese finisce il campionato al 9º posto. 
Nella stagione successiva il Pescara guidato da mister Patriarca arriverà in finale scudetto, non riuscendo a vincere contro la Marca, laureandosi così vicecampione d'Italia.
Il 2011 segna una svolta anche a livello societario, con la famiglia D'Angelantonio che abbandona la società per il perdurare di contrasti insanabili con gli altri dirigenti maturati in seguito alla sconfitta nella finale play-off scudetto del giugno precedente.
Rispetto alla deludente annata precedente, la stagione 2014-15 si apre con una rivoluzione della rosa. Dopo quattro anni si interrompe infatti il rapporto con Mario Patriarca, sostituito in panchina da Fulvio Colini. Da San Martino di Lupari il tecnico romano porta con sé il fedelissimo Caputo, il campione d'Europa Ercolessi e l'estroso Canal. L'organico è ulteriormente rinforzato dagli innesti di Rescia e Rogério provenienti dal Real Rieti, mentre in porta viene tesserato in extremis l'esperto Antonio Capuozzo (Loreto Aprutino) per sopperire al serio infortunio occorso al titolare Leandro Garcia Pereira (prelevato a sua volta dal Napoli). Il cammino in Winter Cup e Coppa Italia è quasi perfetto; il Pescara viene fermato solamente ai rigori in finale di Winter Cup, mentre perde ai supplementari la finale di Coppa Italia, sempre a favore dell'Asti. Nonostante un avvio stentato, in campionato la squadra chiude al primo posto a pari punti con la Luparense, qualificandosi ai play-off scudetto come prima in virtù degli scontri diretti. Nei quarti di finale incontra il Latina con la prima in casa dei laziali, la serie è terminata 4-1,1-4, 2-7 in favore dei biancazzurri. La semifinale vede il derby tutto abruzzese con l'Acqua&Sapone; gara 1 finisce 3-3 al PalaRoma, mentre gara 2 termina con uno schiacciante e roboante 7-3 in favore della squadra di Colini che li proietta direttamente in finale. L'11 giugno 2015 il Pescara vince il primo scudetto della propria storia superando ai rigori in Gara4 l'outsider Kaos.
Il 26 marzo 2017 il Pescara conquista la sua seconda Coppa Italia Calcio a 5 battendo per 7 a 6 la Luparense ai calci di rigore.
Ad aprile 2018 si ritira dal campionato e la società viene sciolta.

## Cronistoria
| Cronistoria del Pescara C5 |
| --- |
| - 1999 · Fondazione della D'Angelantonio C5. - 1999-00 · 1ª in Serie D Abruzzo. Promossa in Serie C. - 2000-01 · 1ª in Serie C Abruzzo. Promossa in Serie B. - 2001-02 · 3ª nel girone C di Serie B. Quarti di finale play-off promozione. 1ª fase di Coppa Italia di Serie B. - 2002-03 · 2ª nel girone C di Serie B. Quarti di finale play-off promozione. - 2003 · Assume la denominazione Pescara Sport Five. - 2003-04 · 1ª nel girone C di Serie B. Promossa in Serie A2. Sedicesimi di finale di Coppa Italia di Serie B. - 2004-05 · 7ª nel girone A di Serie A2. 1ª fase di Coppa Italia di Serie A2. - 2005-06 · 3ª nel girone A di Serie A2. Ripescata in Serie A. Sconfitta nello spareggio promozione-salvezza. - 2006-07 · 10ª in Serie A. Quarti di finale play-off scudetto. - 2007 · Assume la denominazione Pescara C5. - 2007-08 · 11ª in Serie A. Vince lo spareggio promozione-salvezza. Quarti di finale di Coppa Italia. - 2008-09 · 12ª in Serie A. Vince lo spareggio promozione-salvezza. - 2009-10 · 9ª in Serie A. - 2010-11 · 6ª in Serie A. Finalista play-off scudetto. Semifinalista di Coppa Italia. - 2011-12 · 5ª in Serie A. Quarti di finale play-off scudetto. - 2012-13 · 8ª in Serie A. Quarti di finale play-off scudetto. Quarti di finale di Coppa Italia. - 2013-14 · 7ª in Serie A. Quarti di finale play-off scudetto. 2ª fase di Winter Cup. - 2014-15 · 1ª in Serie A, Campione d'Italia (1º titolo). Finalista di Coppa Italia. Finalista di Winter Cup. - 2015-16 · 2ª in Serie A. Quarti di finale play-off scudetto. Vince la Coppa Italia (1º titolo). Semifinalista di Winter Cup. Vince la Supercoppa italiana (1º titolo). 4ª in Coppa UEFA. - 2016-17 · 1ª in Serie A. Finalista play-off scudetto. Vince la Coppa Italia (2º titolo). Finalista di Winter Cup Vince la Supercoppa italiana (2º titolo). - 2017-18 · Rinuncia dopo la 24ª giornata di Serie A. Quarti di finale di Coppa Italia. 1º turno di Coppa della Divisione. Finalista di Supercoppa italiana. Turno élite di Coppa UEFA. - 2018 · Scioglimento della società. |

## Colori e simboli
I colori sociali del Pescara sono il bianco e l'azzurro mentre il simbolo della società è il Delfino.

## Strutture

### Palazzetti
Il Pescara gioca le partite casalinghe principalmente presso il PalaRigopiano di Pescara. Saltuariamente gioca presso il Palasport Giovanni Paolo II di Pescara.

## Società

### Organigramma
- Danilo Iannascoli - Presidente
- Matteo Iannascoli - Vice Presidente
- Fabrizio Iannascoli - Consigliere
- Marco Troilo - Consigliere
- Antonio Giammarinaro - Direttore generale
- Matteo Iannascoli - Direttore sportivo
- Sandro Bruni - Team Manager
- Chiara Iannascoli - Segretaria

## Sponsor
- 2004-2009 Umbro
- 2009-2011 Givova
- 2011-2016 Gems
- 2016-2018 Joma

- 2006-2012 Ponzio
- 2012-2013 Gemmy e Forte village
- 2013-2018 Sagem

## Giocatori

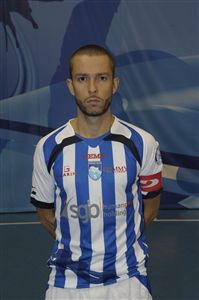
Eduardo Morgado, capitano del primo scudetto nella stagione 2014-2015

### Campioni d'Europa
Di seguito i giocatori che hanno vinto il titolo di campioni d'Europa al UEFA Futsal Championship mentre militavano nel Pescara.
- Sergio Romano (Belgio 2014)
- Luca Leggiero (Belgio 2014)
- Daniel Giasson (Belgio 2014)

### Campioni del Mondo
Di seguito i giocatori che hanno vinto il titolo di campioni del Mondo al FIFA Futsal World Cup mentre militavano nel Pescara.
- Leandro Cuzzolino (Colombia 2016)
- Cristian Borruto (Colombia 2016)
- Maximiliano Rescia (Colombia 2016)

## Allenatori
- 1999-2000 ·  Gianluca Marzuoli
- 2000-2001 ·  Gianluca Marzuoli
- 2001-2002 ·  Gianluca Marzuoli
- 2002-2003 ·  Gianluca Marzuoli
- 2003-2004 ·  Gianluca Marzuoli
- 2004-2005 ·  Gianluca Marzuoli
- 2005-2006 ·  Gianluca Marzuoli
- 2006-2007 ·  Gianluca Marzuoli
- 2007-2008 ·  Gianluca Marzuoli
- 2008-2009 ·  Gianluca Marzuoli
- 2009-2010 ·  Gianluca Marzuoli
- 2010-2011 ·  Mario Patriarca
- 2011-2012 ·  Mario Patriarca
- 2012-2013 ·  Mario Patriarca
- 2013-2014 ·  Mario Patriarca
- 2014-2015 ·  Fulvio Colini
- 2015-2016 ·  Fulvio Colini
- 2016-2017 ·  Fulvio Colini
- 2017-2018 ·  Fulvio Colini,  Mario Patriarca

## Palmarès
- Campionato italiano: 1
  - 2014-15
- Coppa Italia: 2
  - 2015-16, 2016-17
- Supercoppa italiana: 2
  - 2015, 2016

________________
Under 21
- Coppa Italia: 1
  - 2016-17

## Statistiche e record

### Partecipazione ai campionati
| Livello | Categoria | Partecipazioni | Debutto   | Ultima stagione |
| ------- | --------- | -------------- | --------- | --------------- |
| 1°      | Serie A   | 12             | 2006-2007 | 2017-2018       |
| 2°      | Serie A2  | 2              | 2004-2005 | 2005-2006       |
| 3°      | Serie B   | 3              | 2001-2002 | 2003-2004       |
| 4°      | Serie C   | 1              | 2000-2001 | 2000-2001       |
| 5°      | Serie D   | 1              | 1999-2000 | 1999-2000       |

## Organico

### Prima squadra
| N° | Naz.                 | Ruolo | Sportivo            | Anno     |  |  |
| -- | -------------------- | ----- | ------------------- | -------- |  |  |
| 2  | Italia (bandiera)    | UNI   | Marco Ercolessi     | 15.05.86 |  |  |
| 3  | Argentina (bandiera) | UNI   | Fernando Wilhelm    | 05.04.82 |  |  |
| 4  | Spagna (bandiera)    | LAT   | Yeray Hernández     | 09.11.87 |  |  |
| 6  | /                    | DIF   | Ricardo Caputo      | 15.12.81 |  |  |
| 7  | Paraguay (bandiera)  | LAT   | Javier Adolfo Salas | 22.09.93 |  |  |
| 8  | Argentina (bandiera) | UNI   | Maximiliano Rescia  | 29.10.87 |  |  |
| 9  | Argentina (bandiera) | LAT   | Cristian Borruto    | 07.05.87 |  |  |
| 11 | /                    | UNI   | Eduardo Morgado     | 19.06.81 |  |  |
| 13 | Italia (bandiera)    | POR   | Lorenzo Pietrangelo | 24.06.95 |  |  |
| 14 | Argentina (bandiera) | PIV   | Matías Rosa         | 18.09.95 |  |  |
| 17 | Argentina (bandiera) | LAT   | Leandro Cuzzolino   | 21.05.87 |  |  |
| 30 | Croazia (bandiera)   | POR   | Pave Mudronja       | 31.08.98 |  |  |

### Staff tecnico
- Mario Patriarca - Allenatore
- Márcio Forte - Allenatore in seconda
- Marco Pizzoli - Preparatore Atletico
- Daniele Di Vittorio - Allenatore Under 21
- Mauro Barassi - Medico sociale
- Katia D'Arcangelo - Fisioterapista
- Fabio Moggia - Magazziniere

## Record e presenze competizioni UEFA

### UEFA Futsal Cup
| Stagione | Competizione    | Round       | Avversario          | Risultato               |
| -------- | --------------- | ----------- | ------------------- | ----------------------- |
| 2015-16  | UEFA Futsal Cup | Main Round  | City'us Târgu Mureș | Vittoria 8–3            |
| 2015-16  | UEFA Futsal Cup | Main Round  | Hamburg Panthers    | Vittoria 11–0           |
| 2015-16  | UEFA Futsal Cup | Main Round  | Lokomotyv Charkiv   | Vittoria 5–1            |
| 2015-16  | UEFA Futsal Cup | Elite Round | Halle-Gooik         | Vittoria 4–2            |
| 2015-16  | UEFA Futsal Cup | Elite Round | Tulpar              | Vittoria 4–0            |
| 2015-16  | UEFA Futsal Cup | Elite Round | Zelezarec Skopje    | Vittoria 2–0            |
| 2015-16  | UEFA Futsal Cup | Final Four  | Inter               | Sconfitta 2–4           |
| 2015-16  | UEFA Futsal Cup | Final Four  | Benfica             | Sconfitta 2-2 (0-2 dcr) |
| 2017-18  | UEFA Futsal Cup | Main Round  | Qairat Almaty       | Sconfitta 1–5           |
| 2017-18  | UEFA Futsal Cup | Main Round  | FC Stalitsa Minsk   | Sconfitta 4–6           |
| 2017-18  | UEFA Futsal Cup | Main Round  | Dinamo Mosca        | Vittoria 5–3            |
| 2017-18  | UEFA Futsal Cup | Elite Round | Ekonomac            | Sconfitta 2–3           |
| 2017-18  | UEFA Futsal Cup | Elite Round | Knooppunt           | Vittoria 9-1            |
| 2017-18  | UEFA Futsal Cup | Elite Round | Barcelona           | Sconfitta 1–3           |

| Competizioni UEFA | Competizioni UEFA | Competizioni UEFA | Competizioni UEFA | Competizioni UEFA | Competizioni UEFA | Competizioni UEFA | Competizioni UEFA |                 |
| Competizione      | Partecipazioni    | Giocate           | Vittorie          | Pareggi           | Sconfitte         | Goal Fatti        | Goal Subiti       | Ultima stagione |
| ----------------- | ----------------- | ----------------- | ----------------- | ----------------- | ----------------- | ----------------- | ----------------- | --------------- |
| UEFA Futsal Cup   | 2                 | 14                | 8                 | 1                 | 5                 | 58                | 42                | 2017-18         |
| Total             | 2                 | 14                | 8                 | 1                 | 5                 | 58                | 42                |                 |